# Dior (Tolkienova mitologija)
Dior je izmišljen lik iz Tolkienove mitologije, serije knjig o Srednjem svetu britanskega pisatelja J. R. R. Tolkiena.
Bil je Thingolov vnuk, sin Berena in Lúthien, s katerima je nekaj časa prebival v Tol Galenu. Imenovan je bil tudi Eluchíl, kar v bistvu pomeni 'Elujev dedič' (Elu je Thingolov epessë).
```
         
Fingolfin
      
Galdor
     
Thingol
 = 
Melian

             |            |                |
             |            |          (1)   |
          
Turgon
         
Huor
   
Beren
 = 
Lúthien

             |     (2)     |          |
           
Idril
 ======= 
Tuor
        
Dior
 = 
Nimloth

                    |                     |
                    |                -------------
                    |                |           |
                 
Eärendil
 ======== 
Elwing
   
Eluréd in Elurín

                              |
                       ------------------
                       |                |
                     
Elros
            
Elrond
 = 
Celebrían

                       |                     |
               
Númenorski kralji
             |
                       :                     |
                    
Elendil
                  |
                       :                     |
                
Arnorski kralji
              |    
                       :                ---------------
          
Dúnedainski vodje
             |             |
                       :       (3)      |             |
                    
Aragorn
 ========= 
Arwen
  
Elladan in Elrohir

                                |
                            
Eldarion
```

Opomba: Poroke med ljudmi in vilini so oštevilčene.